# Пархоменко Ігор Валерійович
І́гор Вале́рійович Пархо́менко (нар. 12 серпня 1973) — полковник Збройних сил України, учасник російсько-української війни. Повний лицар ордена Богдана Хмельницького. Герой України (2025).

## З життєпису
Після початку російсько-української війни (з 2014 року) бере участь у бойових діях як льотчик Су-25 299-ї БрТА.
У 2014 році його літак збили в районі проведення АТО на сході України, Ігорю Пархоменку вдалось катапультуватись.
Станом на березень 2018 року з сім'єю проживав у місті Миколаїв.
Обіймав різні посади — в 299-й авіаційній бригаді був заступником командира з морально-психологічного забезпечення та інструктором.
У квітні 2022 року повернувся до виконання завдань на літаку Су-25.
8 травня 2025 року Ігорю Пархоменку присвоєно звання Герой України. 12 травня 2025 року Президент України Володимир Зеленський вручив полковникові Пархоменку орден «Золота Зірка», під час заходу повідомили, що він — «пілот Су-25, повний лицар ордена Богдана Хмельницького. Здійснив 293 бойові вильоти, з яких 257 — на вогневе ураження, зокрема знищив міст у тимчасово окупованих Олешках і російську колону. У бою на Запоріжжі Ігор Пархоменко втратив сина-льотчика — 25-річного Сергія Пархоменка, якому присвоєно звання Герой України посмертно. Молодший син Микита також захищає українське небо...». 

### Сім'я
Одружений, має двох синів — Сергія і Микиту, обидва — військові льотчики.
Синові Ігоря Пархоменка, командиру авіаційної ланки 299-ї БрТА Сергієві Пархоменку, за особисту мужність і героїзм присвоєно звання Героя України (посмертно): 14 травня 2022 року він героїчно загинув, виконуючи бойове завдання в Запорізькій області в районі міста Гуляйполе. 29 серпня 2022 року Президент України урочисто передав нагороду родині.

## Нагороди
- звання Герой України з врученням ордена «Золота Зірка» (8 травня 2025) — за особисту мужність і героїзм, виявлені у захисті державного суверенітету та територіальної цілісності України, самовіддане служіння Українському народові[3].
- орден Богдана Хмельницького I ст. (7 квітня 2023) — за особисту мужність, виявлену у захисті державного суверенітету та територіальної цілісності України, самовіддане виконання військового обов'язку[6]
- орден Богдана Хмельницького II ст. (17 серпня 2022) — за особисту мужність і самовіддані дії, виявлені у захисті державного суверенітету та територіальної цілісності України, вірність військовій присязі[7]
- орден Богдана Хмельницького III ст. (8 серпня 2014) — за особисту мужність і героїзм, виявлені у захисті державного суверенітету та територіальної цілісності України, вірність військовій присязі під час російсько-української війни
- Орден «За мужність» II ст. (12 березня 2024) — за особисту мужність, виявлену у захисті державного суверенітету та територіальної цілісності України, самовіддане виконання військового обов'язку[8].
- орден «За мужність» III ст. (21 квітня 2022) — за особисту мужність і самовіддані дії, виявлені у захисті державного суверенітету та територіальної цілісності України, вірність військовій присязі[9].